# Diogo Fernandes Pereira
Diogo Fernandes Pereira, ou simplesmente Diogo Fernandes, foi um navegador português do século XVI, originário de Setúbal. O primeiro navegador europeu conhecido a visitar a ilha de Socotorá, em 1503, e o descobridor do arquipélago das Mascarenhas (Reunião, Maurícias e Rodrigues), em 1507. Ele também poderá ter sido o primeiro europeu a navegar a leste da ilha de Madagáscar descobrindo a 'rota externa' para as Índias Orientais.

## Biografia
Diogo Fernandes Pereira ou Diogo Fernandes é por vezes referido como Diogo Fernandes de Setúbal (a sua cidade natal), para o distinguir de outro aventureiro do Oceano Índico desse período, conhecido por Diogo Fernandes de Beja. Em crônicas mais antigas, (por exemplo, Damião de Góis) ele é também chamado de Diogo Fernandes 'Piteira' ou 'Peteira'.
Diogo Fernandes foi um marinheiro português de origem obscura. Segundo João de Barros, era "um natural de Setúbal, um homem muito usado no mar". Atuou como mestre em vários navios - ou seja, como terceiro oficial, abaixo do piloto e do capitão, cargo que exigia no entanto conhecimentos de navegação, podendo mesmo ter servido como piloto em outras ocasiões.

### Descoberta da rota exterior e de Socotorá (1503)
Em 1503, Diogo Fernandes Pereira foi nomeado mestre e capitão (uma combinação muito invulgar) de um navio de Setúbal com destino à Índia. Como um mestre foi elevado a capitão de uma nau da Índia (geralmente uma posição reservada para nobres ou homens ricos que "pagavam" pelo privilégio) é incerto. Uma hipótese possível é que o navio não era um navio da coroa, mas um navio privado financiado pela comunidade mercantil da cidade de Setúbal porque ele aparece
nas crônicas, como o "navio de Setúbal".
O "navio de Setúbal" de Diogo Fernandes fez parte da 5.ª Armada da Índia Portuguesa de Afonso de Albuquerque na terceira esquadra daquela frota, sob o comando do capitão-mor António de Saldanha. Mas erros de navegação (da parte de Saldanha) levaram à separação dos navios pouco depois da ilhas de Cabo Verde. Diogo Fernandes, isolado, foi obrigado a navegar sozinho.
O cronista Gaspar Correia  afirma que depois de dobrar o Cabo da Boa Esperança, Fernandes não virou para o Canal de Moçambique, mas foi para leste, navegando "sob" a ilha de Madagascar, e depois virou para norte, navegando para leste de Madagascar. Isso faria dele o primeiro navegador a descobrir a "rota externa" para as Índias Orientais. (Embora permaneça a possibilidade de Diogo Dias também o ter feito em 1500.)
Embora o relato de Correia não seja corroborado por outros cronistas, Diogo Fernandes Pereira parece quase certamente ter perdido a etapa da Ilha de Moçambique, ponto de recolha habitual dos navios portugueses. Em vez disso, aterrou perto do Cabo Guardafui, na Somália o que sugere fortemente que ele tomou de facto a rota externa.
Na zona do Cabo Guardafui, Diogo Fernandes aterrou precisamente na ilha de Socotorá no final de 1503. Embora a ilha fosse há muito conhecida dos mercadores orientais (o Aloé da ilha era um bálsamo muito valorizado nos mercados da Arábia e da Índia), era desconhecida dos portugueses. Diogo Fernandes ficou muito surpreendido ao encontrar uma forte comunidade cristã na ilha (afinal, esta era uma região predominantemente muçulmana). Diogo Fernandes passou o inverno em Socotorá, antes de cruzar o Oceano Índico (novamente sozinho) no início de 1504.
Diogo Fernandes chegou à Índia no momento em que o samorim de Calicute atacava a cidade de Cochim, aliada dos portugueses. Durante a feroz Batalha de Cochim (1504), o comandante da guarnição portuguesa, Duarte Pacheco Pereira, teria nomeado um certo 'Diogo Pereira' (possivelmente Diogo Fernandes?) como capitão da nau Conceição, protegendo a cidade.

### Descoberta das Mascarenhas (1507)
Diogo Fernandes regressou a Portugal em 1505. A sua descrição sobre Socotorá gerou muita comoção na corte portuguesa. A localização estratégica da ilha na foz do Mar Vermelho tornou-a um local ideal para estacionar uma guarnição portuguesa. Poderia daí controlar o transporte árabe e encerrar o comércio de especiarias concorrente. A existência da comunidade cristã isolada só a tornava ainda mais atraente (os portugueses há muito esperavam encontrar um porto de escala cristão no Oceano Índico dominado pelos muçulmanos). Imediatamente foram lançados os planos para armar uma esquadra, sob o comando de Afonso de Albuquerque, para tomar posse da ilha para Portugal.
A esquadra de Socotorá foi anexada à 8.ª Armada de 1506 liderada por Tristão da Cunha. O próprio Diogo Fernandes participou na viagem como mestre do navio de Albuquerque, o Cisne (geralmente transcrito como Cirné).
No final de 1506, quando a 8.ª Armada chegou a Ilha de Moçambique, o Almirante Tristão da Cunha ordenou uma pausa na expedição para explorar a ilha de Madagáscar (então conhecido como o ilha de São Lourenço). Durante este interlúdio, especula-se que Albuquerque (desinteressado em tais empreendimentos exploratórios) terá ficado em Moçambique, e temporariamente passou seu navio, o Cirné, sob o comando do mestre Diogo Fernandes Pereira.

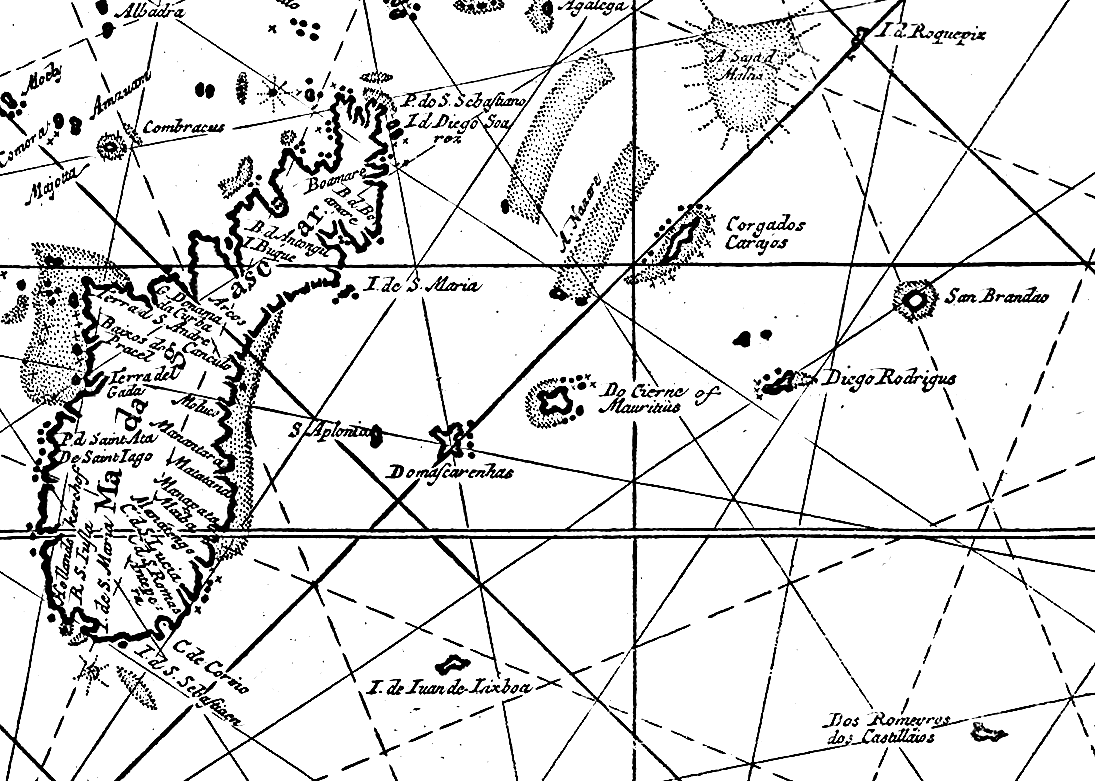
Detalhe das Ilhas Mascarenhas de um mapa holandês de 1689, com alguns dos nomes anteriores das ilhas.

Diz-se que Diogo Fernandes fiz um largo arco a leste de Madagáscar e descobriu a ilha da Reunião, à qual chamou prontamente de ilha de Santa Apolónia (em homenagem a Santa Apolónia de quem era o dia no 9 de Fevereiro de 1507). Prosseguiu para o leste para descobrir a ilha de Maurício, que chamou de ilha do Cirne (o nome de seu navio). Dali Fernandes foi mais para o leste e descobriu a ilha hoje conhecida como Rodrigues, mas que na época era chamada nos mapas de ilha de Diogo Fernandes, Domigo Friz ou Domingo Frias (esses dois últimos nomes resultam provavelmente duma má transcrição da abreviação de 'Diogo Fernandes' que era "Frz"). Diz-se que parou para buscar água na primeira e terceira ilhas, antes de regressar a Moçambique. A ilha de Diogo Fernandes, foi visitada por Diogo Lopes de Sequeira em 1509 e o nome de "Don Galopes" aparece por vezes para aquela ilha em alguns mapas. Passou finalmente a chamar-se ilha Rodrigues depois da visitada em 1528 de Diogo Rodrigues, outro explorador português. Todo o arquipélago recebeu o nome de Ilhas Mascarenhas, em homenagem a D. Pedro Mascarenhas, que visitou as ilhas em 1512, na sequência do relatório de Sequeira. Depois de voltar da sua expedição nas Mascarenhas, Diogo Fernandes Pereira participou com Albuquerque na conquista de Socotorá no verão seguinte. E depois, não temos mais informações. Se Diogo Fernandes permanecesse a bordo do Cirne depois de Socotorá, terá participado na batalha de Hormuz no outono de 1507. Mais importante ainda, não sabemos de sua participação (ou não) no motim contra Albuquerque em Ormuz. Sabemos que Albuquerque nomeou um certo 'Dinis Fernandes' para substituir um dos capitães amotinados; e também sabemos que um certo 'Diogo Pereira' estava envolvido na apresentação da petição dos capitães amotinados ao vice-rei em Cochin. Mas não há nenhuma evidência que seja mesmo Diogo Fernandes Pereira.